# White Bird: Anthology of Favorites
White Bird: Anthology of Favorites — сборник американской певицы Джуди Коллинз, выпущенный 7 мая 2021 года на лейбле Wildflower Records и распространяемый Cleopatra Records.

## Об альбоме
На альбоме представлены классические хиты Джуди Коллинз, как «Chelsea Morning», «Turn! Turn! Turn!» и «I Think It’s Going To Rain Today!» в новых аранжировках. Многие из песен были уже выпущены на различных альбомах, изданных певицей после расторжения контракта с Elektra Records в середине 80-х.
Также в альбом была включена совершенно новая, никогда ранее не выпускавшаяся «White Bird», кавер-версия песни сан-францисской хиппи-рок-группы It’s A Beautiful Day, которая была выпущена синглом 19 марта.
Среди гостей на альбоме Стивен Стиллз, Вилли Нельсон и Джоан Баэз.
В поддержку альбома певица отправилась в турне.

## Отзывы критиков
Рецензент Folk Alley заявил, что на альбоме нет ни одной фальшивой ноты, а подборка песен Коллинз ещё раз иллюстрирует её дар жить в песне и нежно вдыхать дух любви и красоты. Джим Вирт из Uncut поставил альбому 6 баллов из 10, отметив: «Портрет художника в локдаун. На данный момент в клетке, но смотрите, как она может летать».

## Список композиций
| №                   | Название                                              | Автор(ы)                            | Длительность |
| ------------------- | ----------------------------------------------------- | ----------------------------------- | ------------ |
| 1.                  | «White Bird»                                          | Дэвид Лефлемм, Линда Лефлемм        | 4:11         |
| 2.                  | «Chelsea Morning»                                     | Джони Митчелл                       | 3:19         |
| 3.                  | «Turn! Turn! Turn! (To Everything There is a Season)» | Пит Сигер                           | 4:07         |
| 4.                  | «Pack Up Your Sorrows»                                | Полин Марден Брайан, Ричард Фаринья | 3:26         |
| 5.                  | «When I Go» (дуэт с Вилли Нельсоном)                  | Дэйв Картер                         | 4:27         |
| 6.                  | «I Think It’s Going To Rain Today»                    | Рэнди Ньюман                        | 4:07         |
| 7.                  | «Last Thing On My Mind» (дуэт со Стивеном Стиллзом)   | Джуди Коллинз, Стивен Стиллз        | 2:57         |
| 8.                  | «Blackbird»                                           | Джон Леннон, Пол Маккартни          | 2:28         |
| 9.                  | «Both Sides Now»                                      | Джони Митчелл                       | 3:28         |
| 10.                 | «Diamonds and Rust» (дуэт с Джоан Баэз)               | Джоан Баэз                          | 3:35         |
| 11.                 | «Send In The Clowns»                                  | Стивен Сондхайм                     | 4:05         |
| Общая длительность: | Общая длительность:                                   | Общая длительность:                 | 40:10        |

## История релиза
| Регион | Дата       | Формат                              | Лейбл             | Ист.  |
| ------ | ---------- | ----------------------------------- | ----------------- | ----- |
| Мир    | 7 мая 2021 | CD, LP, цифровая загрузка, стриминг | Cleopatra Records | [ 7 ] |